# Domaine d'Ichinomiya
Le domaine d'Ichinomiya (一宮藩, Ichinomiya-han) est un domaine japonais de la période Edo situé dans la province de Kazusa, à présent préfecture de Chiba. Le centre en est le jin'ya d'Ichinomiya dans ce qui est maintenant la ville d'Ichinomiya.

## Histoire
Le château d'Ichinomiya était une fortification en hauteur construite par le clan Satomi, maître de presque toute la péninsule de Bōsō durant l'époque Sengoku, comme protection de leurs possessions du nord à l'est de la province de Kazusa. À la suite du siège d'Odawara en 1590, la région de Kantō fut attribuée à Tokugawa Ieyasu par le seigneur de guerre Toyotomi Hideyoshi, qui limita les Satomi à la province d'Awa pour les punir de leur support mesuré lors de ses campagnes contre le clan Hōjō. Tokugawa Ieyasu nomma Honda Tadakatsu, un de ses obligés héréditaires, daimyō du nouveau domaine d'Ōtaki d'un revenu de 100 000 koku, et les anciennes fortifications d'Ichinomiya furent abandonnées.
La superficie du domaine d'Ōtaki fut ensuite réduite, de grandes parties devenant territoire tenryō directement contrôlé par le shogunat Tokugawa ou attribuées comme enclaves d'autres domaines. Ichinomiya devint une enclave du domaine de Hatsuta de la province de Kii, dirigé par le clan Kanō.
En 1826, Hisatomo Kanō, cinquième daimyō du domaine de Hatsuta, décida de déplacer le siège de son clan de la province de Kii à Ichinomiya dans la province de Kazusa où sa famille continua de diriger jusqu'à la restauration de Meiji. Hisayoshi Kanō, dernier daimyō du domaine d'Ichinomiya, était un partisan résolu du rangaku et importa des armes occidentales pour moderniser ses forces. Mais il fut arrêté à Shimoda alors qu'il allait aider les forces de l'alliance Satchō à la bataille de Toba-Fushimi durant la guerre de Boshin et arriva trop tard pour la bataille. Le nouveau gouvernement de Meiji le nomma gouverneur du domaine, poste qu'il conserva jusqu'à l'abolition du système han en juillet 1871 puis il devint vicomte dans la pairie kazoku. Le domaine d'Ichinomiya devint « préfecture d'Ichinomiya » qui fusionna avec la « préfecture de Kisarazu » en novembre 1871, celle-ci devenant plus tard une partie de la préfecture de Chiba.

## Liste des daimyōs
- Clan Kanō (fudai daimyo) 1826-1871

| # | Nom                       | Dates     | Titre          | Rang                    | Revenus     |
| - | ------------------------- | --------- | -------------- | ----------------------- | ----------- |
| 1 | Hisatomo Kanō (加納久儔)  | 1826-1842 | Tōtōmi-no-kami | 5e inférieur (従五位下) | 10 000 koku |
| 2 | Hisaakira Kanō (加納久徴) | 1842-1864 | Suruga-no-kami | 5e inférieur (従五位下) | 10 000 koku |
| 3 | Hisatsune Kanō (加納久恒) | 1864-1867 | Yamato-no-kami | 5e inférieur (従五位下) | 10 000 koku |
| 4 | Hisayoshi Kanō (加納久宜) | 1867-1871 | Tōtōmi-no-kami | 5e inférieur (従五位下) | 13 000 koku |

## Source de la traduction
- (en) Cet article est partiellement ou en totalité issu de l’article de Wikipédia en anglais intitulé « Ichinomiya Domain » (voir la liste des auteurs).